# Talisman (navire océanographe)
Pour les articles homonymes, voir Talisman (homonymie).

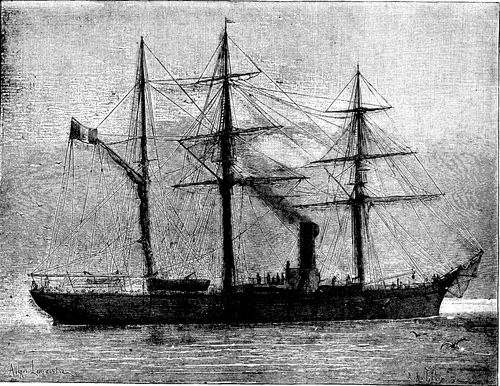
Le Talisman

Le Talisman était un aviso de la marine nationale française chargé de l'exploration géologique, biologique et hydrologique, dans l'Atlantique et en Méditerranée, à la fin du XIXe siècle.

## Histoire
Construit au Havre en 1862, il sert tout d'abord comme éclaireur d'escadre. C'est un voilier mixte à une hélice entraînée par une machine à vapeur.
Il est mis à la disposition, sous le commandement du capitaine Parfait, en 1883 d'une commission dirigée par le professeur Alphonse Milne-Edwards pour diverses expéditions scientifiques. Il était équipé d'un treuil de dragage d'une force de 20 tonnes. Il a été aménagé pour recevoir 7 scientifiques, et un laboratoire installé sur le pont.
De juin à août 1883, Le Talisman effectue une croisière de recherche dans le Golfe de Gascogne, sur les côtes du Maroc, du Sénégal, des Îles Canaries, du Cap-Vert et des Açores et dans la mer des Sargasses.
Cette expédition permet de rassembler par dragage des collections considérables. La mission d'exploration scientifique permit de rapporter de nombreux échantillons en bocaux des animaux (poissons, crustacés, mollusques, échinodermes, zoophytes), sables, recueillis jusqu'à 5 000 mètres de profondeur (une véritable performance pour l'époque).
On y trouve :
- Alphonse Milne-Edwards
- Henri Filhol
- Léopold de Folin
- Edmond Perrier
- Louis-Alexandre Vincent
- Léon Vaillant

La collection Fischer-Œhlert qui contient des échantillons de brachiopodes récoltés lors des expéditions scientifiques de 1880, 1881, 1882, 1883 sur le Travailleur et le Talisman se trouve au Musée des Sciences de Laval.
Les importantes collections de sciences naturelles collectées par le Talisman sont conservées au Muséum national d'Histoire naturelle.